# Adolf Jurman
Adolf Jurman (14. června 1919 Olešnička – 27. března 1975  nemocnice Northampton) byl český palubní navigátor 311. československé bombardovací perutě, poté právník a manažer exportních firem.

## Život

### Před druhou světovou válkou
Adolf Jurman se narodil 14. června 1919 v Olešničce, osadě Štěpánova nad Svratkou, v rodině Františka Jurmana. Když mu bylo šest, přestěhovala se rodina do Židenic. Studoval na brněnském gymnáziu v Křenové ulici, od roku 1936 pak na Lycée Carnot v Dijonu na tříletém stipendiu. Během mobilizace v září 1938 střežil železniční trať Brno – Česká Třebová, po Mnichovské dohodě a demobilizaci odjel opět do Francie, kde v létě 1939 odmaturoval.

### Druhá světová válka
Po vypuknutí druhé světové války vstoupil Adolf Jurman 18. října 1939 v Agde do Československé armády v zahraničí. Byl zařazen k dělostřelectvu, vystudoval poddůstojnickou školu. V květnu 1940 byl převelen k pěchotě a poté k letecké skupině. Po pádu Francie v červnu 1940 se přes Gibraltar evakuoval do Spojeného království. Zde byl 24. července 1940 přijat k Royal Air Force, kde díky rozsáhlé znalosti jazyků sloužil jako tlumočník a styčný důstojník pro imigranty ze zahraničí. Přijal druhé jméno Zoran podle svého přítele z Chorvatska, protože mít stejné křestní jméno jako Adolf Hitler pro něj bylo nepříjemné. Přihlásil se do bojového výcviku a v říjnu 1941 nastoupil do kurzu pro palubní navigátory. Školení musel dočasně přerušit do operativního odstranění oční vady. Po ukončení výcviku byl 1. června 1943 přičleněn k 311. československé bombardovací peruti, jako její příslušník se následně účastnil protiponorkových a protilodních hlídkových letů nad oceánem. Dne 7. října 1943 byl jeho letoun napaden čtveřicí dálkových stíhačů Junkers Ju 88, po 26 minutovém boji byli útočníci odraženi, poškozený stroj byl poté nucen nouzově přistát na břicho. Byl ustanoven pobočníkem velitele 311. perutě. Operační turnus dokončil v březnu 1944 s 255 odlétanými hodinami. V srpnu téhož roku se oženil s učitelkou Dorothy Margaret Jonesovou. Po patřičném výcviku začal 16. února 1945 přelétávat letouny nové nebo z/do oprav. Dne 3. května 1945 přešel ke 147. dopravní peruti a účastnil se dálkových dopravních letů. Dosáhl hodnosti kapitána.

### Po druhé světové válce
Do Československa se Adolf Jurman vrátil v srpnu 1945, v říjnu téhož roku odešel z armády na studijní dovolenou. V roce 1946 se mu narodila dvojčata Katharine a Michelle. V roce 1947 nastoupil na pozici asistenta exportního ředitele n. p. Československé doly pro prodej uhlí a koksu v Evropě. V roce 1948 dokončil studia na Právnické fakultě Univerzity Karlovy, v témže roce byl komunistickou mocí zbaven svého zaměstnání a s rodinou opět odešel do Spojeného království. Žil ve Wolverhamptonu a zastával ředitelské a manažerské funkce v několika exportních firmách. Čtyřikrát navštívil Československo, naposledy v roce 1968, kdy i s rodinou v den invaze vojsk Varšavské smlouvy do Československa 21. srpna spěšně zemi opustil. V roce 1974 onemocněl rakovinou jazyka a dne 27. března 1975 zemřel v nemocnici v Northamptonu. Urna s jeho popelem byla dle jeho přání v srpnu téhož roku uložena na Židenickém hřbitově.

## Ocenění

### Vyznamenání
- 2x Československý válečný kříž 1939
- 2x Československá medaile Za chrabrost před nepřítelem
- Československá medaile za zásluhy I. stupně
- Hvězda Atlantiku
- Evropská hvězda leteckých posádek
- Válečná medaile 1939–1945

### Posmrtná ocenění
- V roce 1991 byl Adolf Jurman in memoriam povýšen do hodnosti podplukovníka
- V roce 2021 byla Adolfu Jurmanovi na rodném domě Olešničce odhalena pamětní deska[1], jeho osobní věci jsou vystaveny ve Štěpánově nad Svratkou